# Richard Bell
Richard Bell (Toronto, 5 de Março de 1946 - Toronto, 15 de Junho de 2007) foi um músico Canadiano. Ficou conhecido pelos seus desempenhos ao vivo. É, talvez, melhor recordado como o pianista de Janis Joplin e a sua Full Tilt Boogie Band. Foi ainda teclista com The Band durante a década de 1990

## Primeiros anos e carreira
Richard Bell era filho do compositor e músico canadiano, Dr. Leslie Bell. Começou a tocar piano aos quatro anos de idade e estudou música no Conservatório Real de Música de Toronto. A carreira de Bell começou a ganhar importância quando se juntou a  Ronnie Hawkins como membro dos Hawks, depois da despedida da banda anterior de Hawkins (que iria ganhar fama como The Band).

## Janis Joplin
No final de década de 1960, enquanto fazia uma tournée com Hawkins no Fillmore East, foi abordado pelo empresário de Joplin, Albert Grossman, que o convidou a juntar-se ao seu novo grupo. A sua atuação pode ser ouvida no seu álbum póstumo Pearl e muitas outras gravações piratas da sua tournée de 1970, incluindo atuações do Festival Express "train tour" do Canadá. Bell foi entrevistado muitos anos depois, para o filme-documentário de 2003, com o mesmo nome.

## Sessões de trabalho
Depois da morte de Joplin, Bell mudou-se para Woodstock, Nova York, onde trabalhou como músico de sessão. Além disso, trabalhou durante este período com Paul Butterfield e John Sebastian.
Noutras atuações, Bell trabalhou com Blackie & the Rodeo Kings, Bruce Cockburn, Judy Collins, Cowboy Junkies, Bob Dylan, Michael Kaeshammer, Bonnie Raitt e Joe Walsh.

## The Band
Em 1991, Bell juntou-se à reconstituída The Band como teclista, substituindo o falecido Stan Szelest (ele próprio um substituto do pianista original, Richard Manuel, que cometeu suicídio em 1986). Bell ficou com The Band até aos seus três álbuns finais (Jericho, High on the Hog, and Jubilation), pelos quais Bell também recebeu alguns créditos de autoria. A morte de Rick Danko em 1999 terminou essencialmente The Band.

## Últimos anos
À época da sua morte, o músico de Toronto atuava regularmente como teclista, autor de canções e vocalista ocasional com os Porkbelly Futures e
Danny Brooks & the Rockin' Revelators. Bell era também membro do grupo country-rock , Burrito Deluxe', actuando e contribuindo com canções para o seu último CD, Disciples Of The Truth, o quel foi produzido em Fevereiro de 2007 na Luna Chica Records.

## Doença e morte
Em Agosto de 2006, foi anunciado que Bell tinha um cancro; morreu no ano seguinte num hospital de Toronto aos 61 anos de idade.